# Ciudad Real Madrid
Die Ciudad Real Madrid (Real-Madrid-Stadt) ist das Trainingsgelände des spanischen Fußballvereins Real Madrid. Es ersetzt die alte Ciudad Deportiva (Sportstadt), die bis 2003 die Trainingsstätte des Vereins war und die zur Schuldentilgung für ca. 487 Mio. € verkauft wurde. Auf den ehemaligen Gründen steht heute der Wolkenkratzerkomplex Cuatro Torres Business Area.
Die neue „Ciudad Real Madrid“ liegt im nordöstlichen Teil Madrids, in der Neubausiedlung Valdebebas auf den Stadtbezirken Barajas und Hortaleza, in der Nähe des Flughafens Madrid-Barajas und des Messegeländes IFEMA.

## Aufbau
Die Ciudad Real Madrid erstreckt sich über 120 ha, von denen bislang rund 30 ha bebaut sind. Im September 2005 wurde die erste Bauphase des Geländes eingeweiht. Kernstück ist das 9.935 m2 große T-förmige Hauptgebäude, auf dem sich Umkleide-, Trainings- und Fitnessräume, Versammlungs- und Konferenzzimmer sowie medizinische Einrichtungen für die Profimannschaft und die 13 Nachwuchsteams befinden. Dabei fungiert der Kopf des T′s als Bereich für die erste Mannschaft während der Fuß den Jugenddivisionen vorbehalten ist. Darüber hinaus verfügt die Anlage auch über Räumlichkeiten für Presse und Rundfunk. Im Mai 2013 wurde der nördliche Flügel der Anlage der ersten Mannschaft um eine 7.284 m2 große Residenz bestehend aus 60 Einzelzimmern sowie Gemeinschafts- und Erholungsräumlichkeiten für den Profikader und Betreuerstab der Fußball- und Basketballteams sowie die klubeigenen Medien erweitert.
Rund um das Hauptgebäude befinden sich insgesamt 12 Fußballfelder, sieben davon mit Natur- und die restlichen mit Kunstrasen als Spielfläche. Einer der Plätze ist in zwei Halbfelder geteilt und dient den jüngsten Kategorien des Klubs als Spiel- und Trainingsstätte.
Für die Basketball-Profimannschaft und die derzeit sechs Nachwuchsteams von Real Madrid steht seit April 2016 eine 8.225 m2 große Mehrzweckhalle zur Verfügung. Diese beherbergt vier Spielfelder, Umkleidekabinen, Trainings- und Fitnessräume, Konferenzzimmer und medizinische Einrichtungen und bietet je nach Veranstaltungsart bis zu 2000 Zuschauern Platz.
Im Januar 2014 eröffnete der Klub eine Residenz für Nachwuchsspieler. Diese bietet auf einer Fläche von 7.533 m² 100 Jugendspielern in 50 Doppelzimmern Platz. Darüber hinaus verfügt die Anlage über Gemeinschafts-, Speise- und Lernräumlichkeiten. Die Jugendresidenz befindet sich im Norden der Ciudad Real Madrid mit Blick auf die Spielfelder.
Im Jahr 2018 eröffnete der Klub im Norden des Vereinsgeländes auf der Avenida de las Fuerzas Armadas ein Bürogebäude, das als Firmensitz dient. Das 8.000 m2 große Verwaltungsgebäude wurde vom spanischen Architekten Rafael de La-Hoz entworfen.

### Estadio Alfredo Di Stéfano

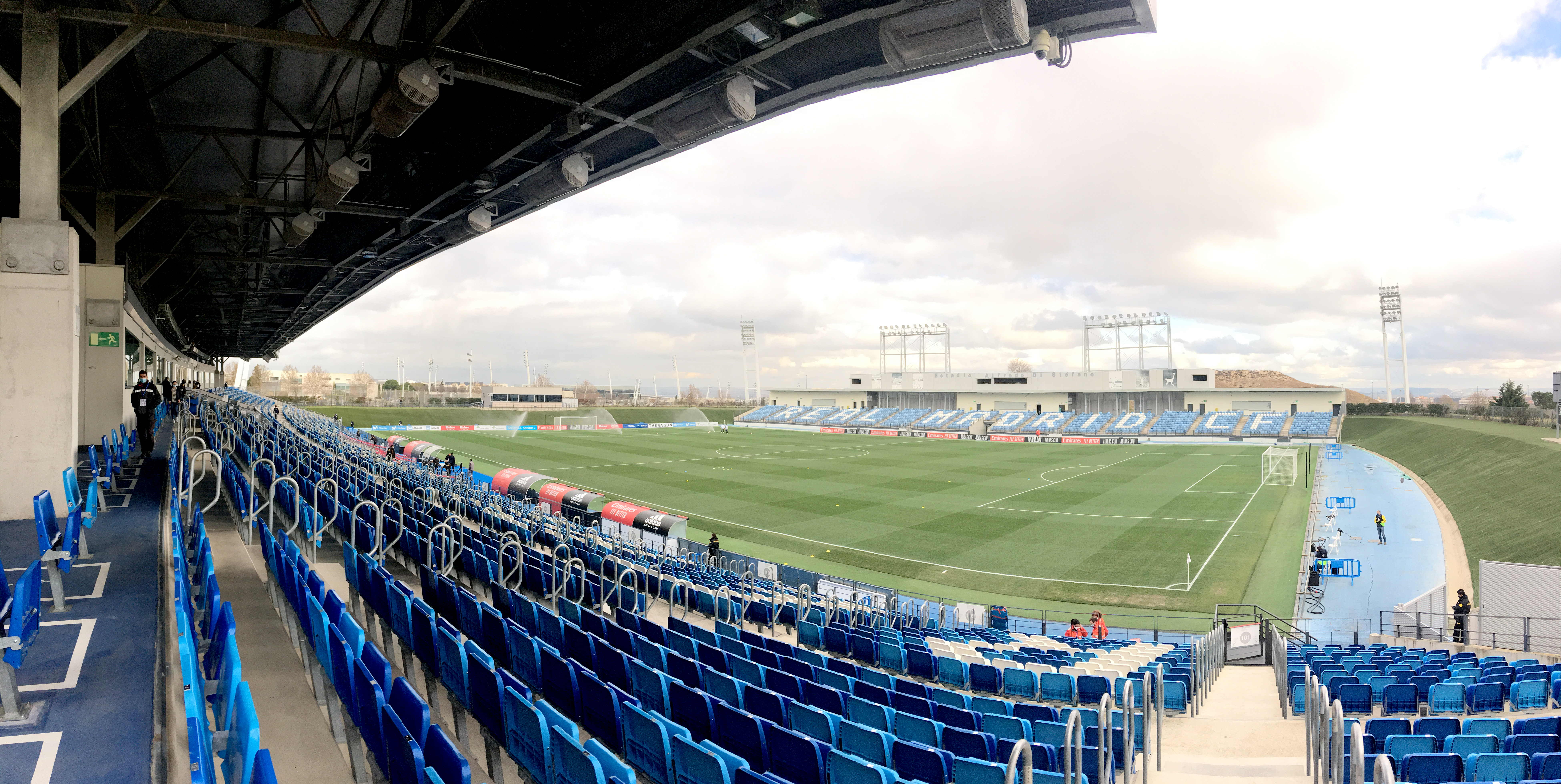
Estadio Alfredo Di Stéfano (Dezember 2021)

Am 9. Mai 2006 wurde das Wettbewerbsstadion der Zweitmannschaft Real Madrid Castilla im Zuge eines Freundschaftsspiels zwischen Real Madrid und Stade de Reims, offiziell eröffnet, einem Aufeinandertreffen das gleichzeitig dem 50-jährigen Jubiläum des ersten Europacupfinales zwischen diesen beiden Teams gedachte. Die Spielstätte trägt den Namen der Real Madrid-Legende Alfredo Di Stéfano und bietet rund 8.400 Zusehern Platz. Bei Fertigstellung der vierten und letzten Bauphase könnte es bei bis zu einer Kapazität von 27.000 Sitzplätzen erweitert werden.

## Lage und öffentliche Verkehrsmittel
Die Ciudad Real Madrid grenzt an die Stadtautobahnen M-11 und M-12 und kann mit dem Auto über die Ausfahrt 5 der M-11 erreicht werden. In unmittelbarer Nähe des Sportgeländes befindet sich die Station Valdebebas der Linien C-1 und C-10 des Cercanías Madrid. Als öffentliches Verkehrsmittel stehen zudem die Buslinien 171 und 174 zur Verfügung, die die Neubausiedlung Valdebebas mit der Metrostation Mar de Cristal der Linien 4 und 8 bzw. mit der Station Plaza de Castilla der Linien 1, 9 und 10 verbinden.